# Oxyceros rugulosus
Oxyceros rugulosus är en måreväxtart som först beskrevs av George Henry Kendrick Thwaites, och fick sitt nu gällande namn av Deva D. Tirvengadum. Oxyceros rugulosus ingår i släktet Oxyceros och familjen måreväxter.
Artens utbredningsområde är Sri Lanka. Inga underarter finns listade i Catalogue of Life.